# 瀬尾孫左衛門
瀬尾 孫左衛門（せお まござえもん、生没年不詳）は、江戸時代前期の武士。赤穂事件で活躍した大石良雄の家臣。脱盟者の一人である。
大石良雄は赤穂藩主浅野長矩の家臣だが、1500石という高禄を賜っているので、大石家に仕える武士というのも存在した。そのうちの1人がこの瀬尾孫左衛門である。したがって浅野長矩から見れば瀬尾は又家臣（家臣の家臣。陪臣）である。本来、瀬尾に浅野家家臣の盟約に加わる資格はないのだが、大石良雄に懇願して特別に入れてもらったらしい。
瀬尾も士分であるので寺坂信行（吉田兼亮家臣。陪臣）などの足軽層よりは上格であったが、又家臣である以上、士分の同志達の中での序列は、もっとも低かったと思われる。しかし大石の瀬尾への信任は厚かったようで、元禄15年（1702年）10月、大石が江戸下向の途中に川崎平間の百姓軽部五兵衛の家の離れに滞在した際には瀬尾孫左衛門の名義で借りている。大石が江戸へ入った後も足軽矢野伊助とともに川崎平間村を留守していたが、吉良邸討ち入り直前の12月12日になって矢野とともに逃亡した。
その後の消息は不明であるが、一説には赤穂に戻り、剃髪して休真と号したという。討ち入りから間もない元禄16年（1703年、ただし年号は推定）2月26日に大石の妻理玖が「休真」に送った手紙の写しとされるものが『赤穂義人纂書』に収められていることからすると、寺坂と同様、瀬尾の逐電も単純な「逃亡」ではない可能性がある。このことから、真偽はともかく赤穂事件の後日譚を描いた『最後の忠臣蔵』では瀬尾が大石から隠し子を育てる密命を受け、そのために急遽脱盟したという設定となっている。

## 演じた俳優
- 石倉三郎 - 四十七人の刺客（1994年の映画、東宝）
- 香川照之 - 最後の忠臣蔵（2004年のTVドラマ、NHK）
- 役所広司 - 最後の忠臣蔵（2010年の映画、ワーナー ブラザース ジャパン）